# Primula warshenewskiana
Primula warshenewskiana är en viveväxtart. Primula warshenewskiana ingår i släktet vivor, och familjen viveväxter.

## Underarter
Arten delas in i följande underarter:
- P. w. olgae
- P. w. rhodantha
- P. w. warshenewskiana